# غريغ وايت
غريغ وايت (بالإنجليزية: Greg White) هو مدرب كرة سلة أمريكي، ولد في 1958.